# Oranjebuikbladvogel
De oranjebuikbladvogel of Hardwick's bladvogel (Chloropsis hardwickii) is een vogel uit de familie van de bladvogels (Chloropseidae) die voorkomt van de oostelijke Himalaya tot Malakka. De vogel leeft vooral in het hoge bladerdek in regenwouden. De vogel werd in 1830 geldig beschreven en als eerbetoon vernoemd naar de natuuronderzoeker Thomas Hardwicke.

## Beschrijving

### Kenmerken
De vogel is 15 tot 19,8 cm lang. Het mannetje van de oranjebuikbladvogel is een fel gekleurde vogel met een groene rug, nek en kopkap, een oranje buik, een blauwe buitenvleugel, staart, borst en keel en een gekromde zwarte snavel. Hoewel hij opvallend gekleurd is, is hij toch vaak moeilijk waar te nemen omdat ze hoog in de bomen tussen het blad leven. Dit geldt zeker voor het vrouwtje dat overwegend groen is, maar met ook oranje op haar buik. Oranjebuikbladvogels zijn actief en bewegen zich in paren of in groepen samen met andere vogelsoorten hoog in de bomen op zoek naar voedsel.

### Voedsel
Oranjebuikbladvogels eten insecten en spinnen die ze van de bladeren pikken. Verder eten ze ook vruchten en nectar, dat ze met hun kwastachtige tong uit de bloemen halen. Door het feit dat ze nectar uit de bloemen drinken, zijn ze ook goede bestuivers voor een groot aantal soorten planten.

### Broedgedrag
Het nest wordt voornamelijk door het vrouwtje gebouwd en is komvormig, gelegen in een vork van een tak hoog in de bomen. Het nestmateriaal bestaat uit haren van dieren, spinnenwebben en grassen.  Oranjebuikbladvogels leggen twee tot drie eieren; wanneer deze zijn uitgekomen draagt vooral het vrouwtje de zorg voor de jongen.

## Verspreiding en leefgebied
De broedgebieden van de oranjebuikbladvogel liggen in India, Bangladesh, Bhutan, Nepal, Myanmar,  Laos, Vietnam, Thailand en zeer plaatselijk op het schiereiland Malakka.
Er zijn twee ondersoorten:
- C. h. hardwickii: van de oostelijke Himalaya tot Myanmar, noordwestelijk Thailand en noordelijk Laos.
- C. h. malayana: Malakka.

## Status
De oranjebuikbladvogel heeft een groot verspreidingsgebied en daardoor is de kans op uitsterven gering. De grootte van de populatie is niet gekwantificeerd maar gaat in aantal achteruit. Het tempo van achteruitgang ligt onder de 30% in tien jaar (minder dan 3,5% per jaar). Om deze redenen staat deze bladvogel als niet bedreigd op de Rode Lijst van de IUCN.